# Teucrium popovii
Teucrium popovii là một loài thực vật có hoa trong họ Hoa môi. Loài này được R.A.King miêu tả khoa học đầu tiên năm 1988.